# Hogna helluo
Hogna helluo là một loài nhện trong họ Lycosidae.
Loài này thuộc chi Hogna. Hogna helluo được Charles Athanase Walckenaer miêu tả năm 1837.

## Hình ảnh

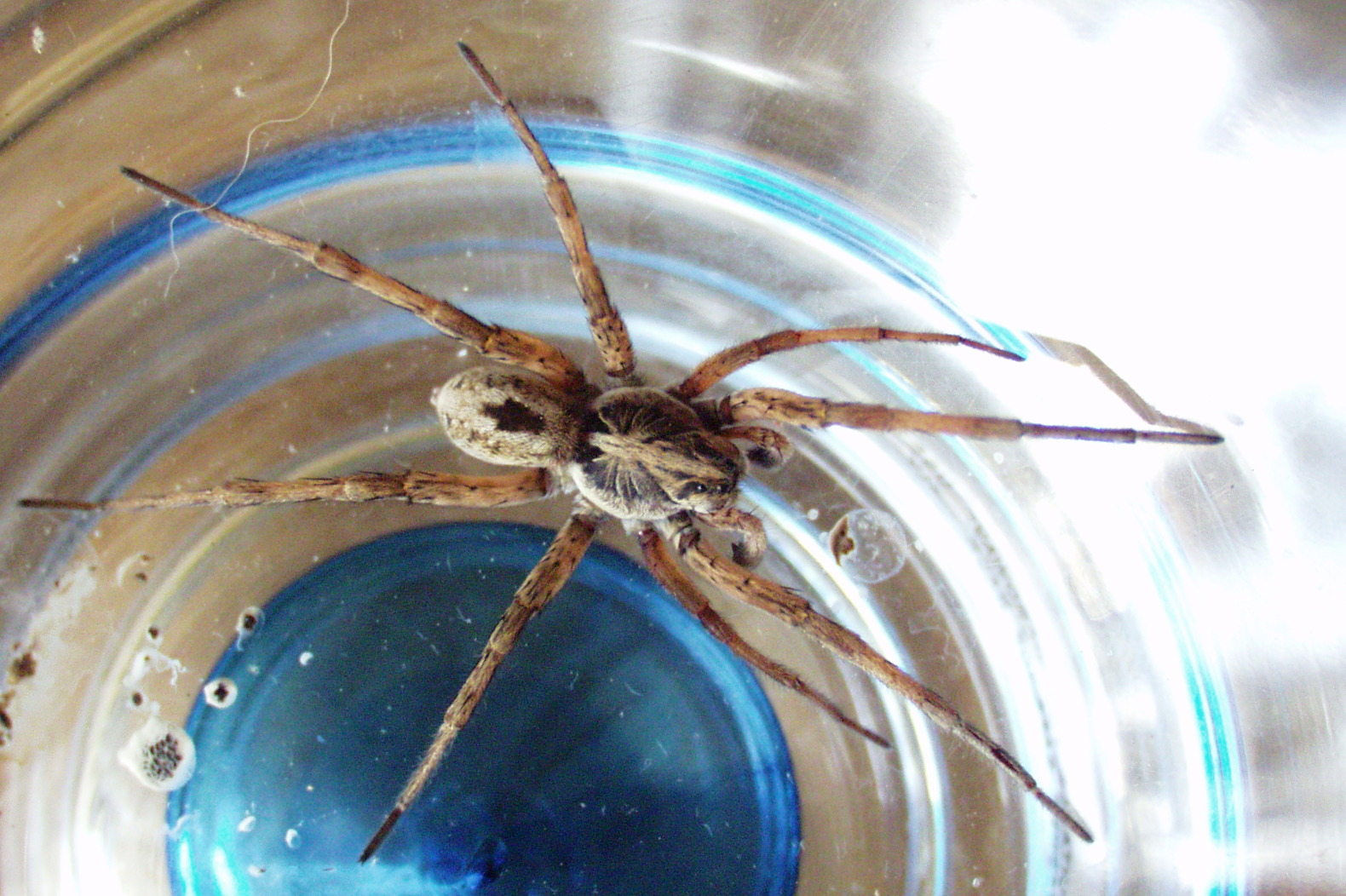
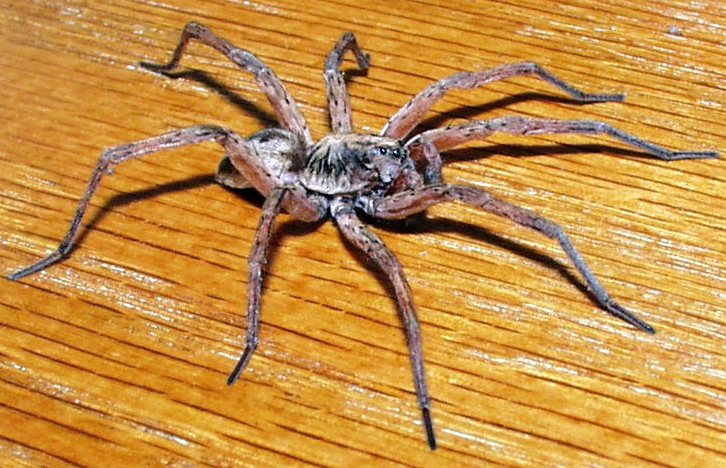
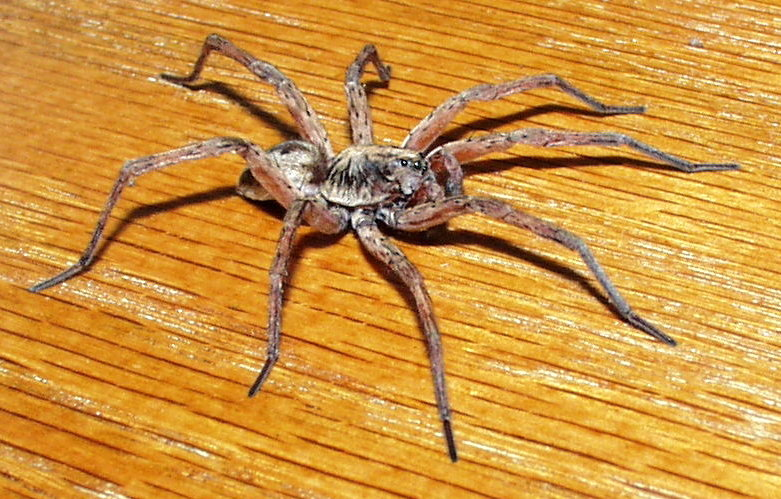
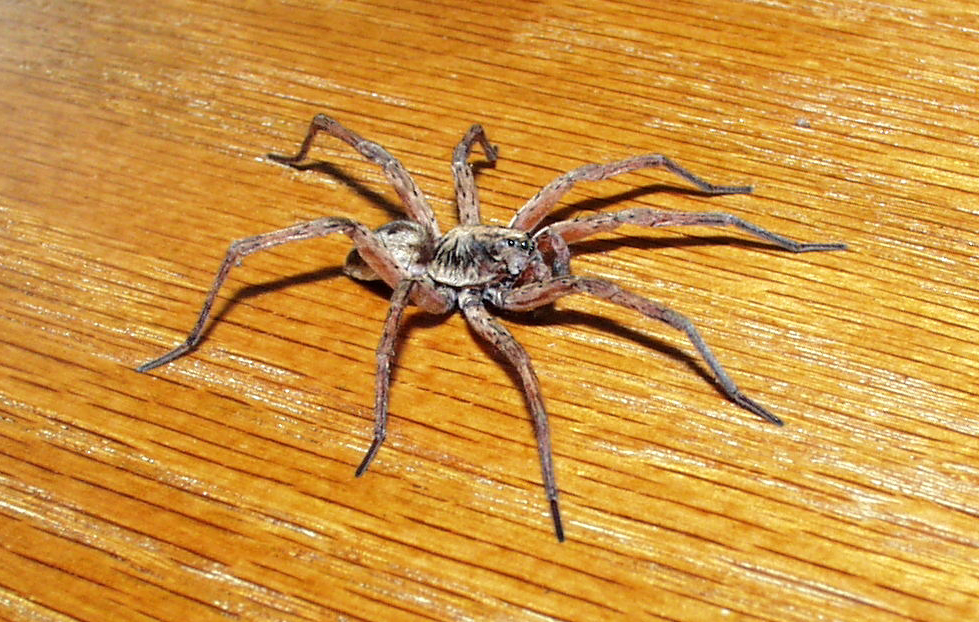